# 許爾特瓦爾德湖

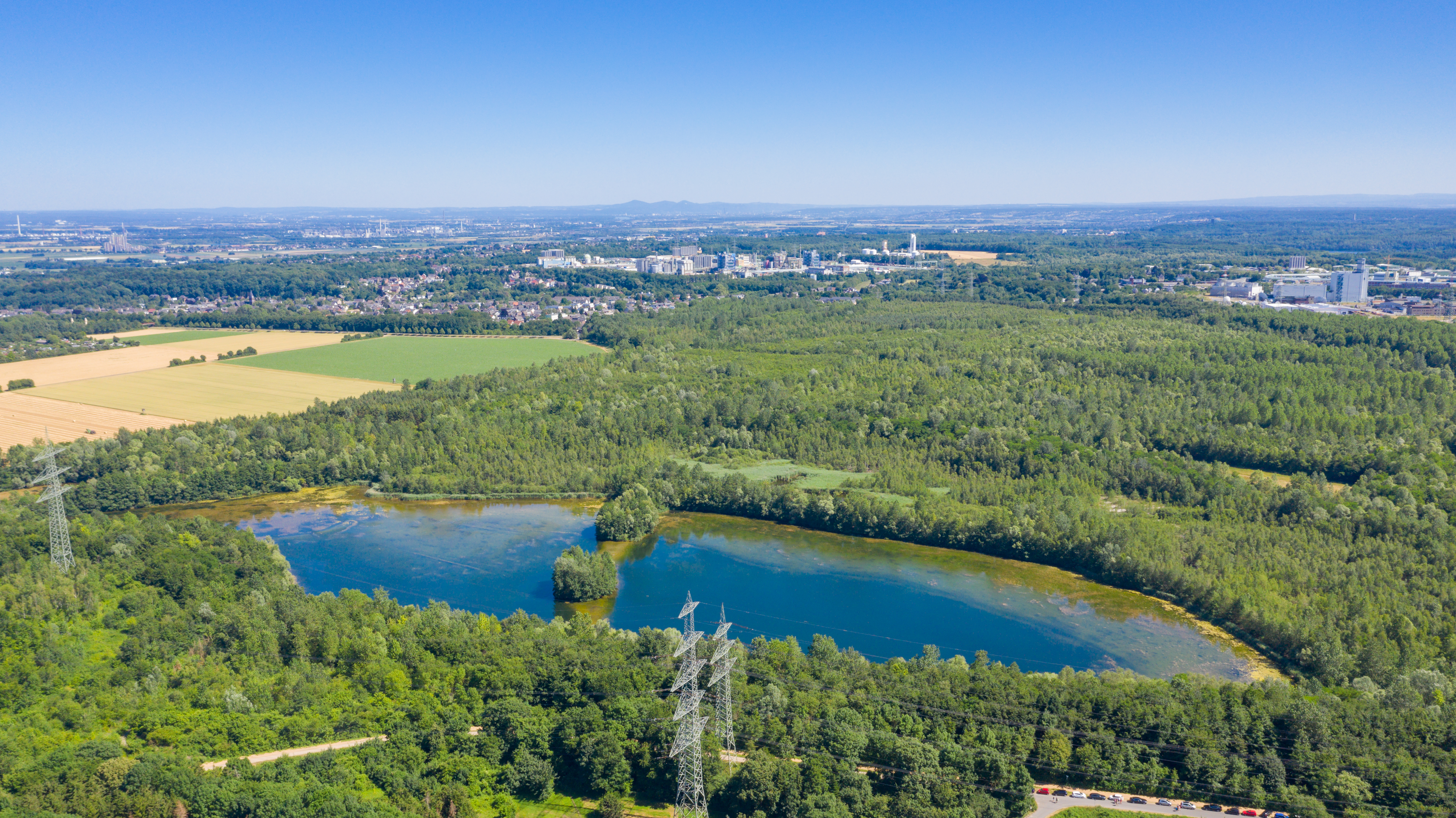

50°52′26.04″N 6°50′42.14″E / 50.8739000°N 6.8450389°E
許爾特瓦爾德湖（德語：Hürther Waldsee），是德國的湖泊，位於該國西部，由北萊茵-威斯特法倫州負責管轄，處於許爾特，長0.7公里、寬0.3公里，面積0.11平方公里，海拔高度89米，最大水深8米。